# 大円寺 (台東区)
大円寺（だいえんじ）は、東京都台東区台東区にある日蓮宗の寺院。山号は高光山。旧本山は法恩寺、小西法縁（法恩寺法脈)。

## 歴史
天正年間（1532年 – 1555年）大圓院日授の開基で上野清水門脇に創建され、元禄16年（1703年）現在地に移転した。明和5年（1768年）火災により焼失した。現在の本堂は昭和9年（1934年）に再建されたもの。

## 境内

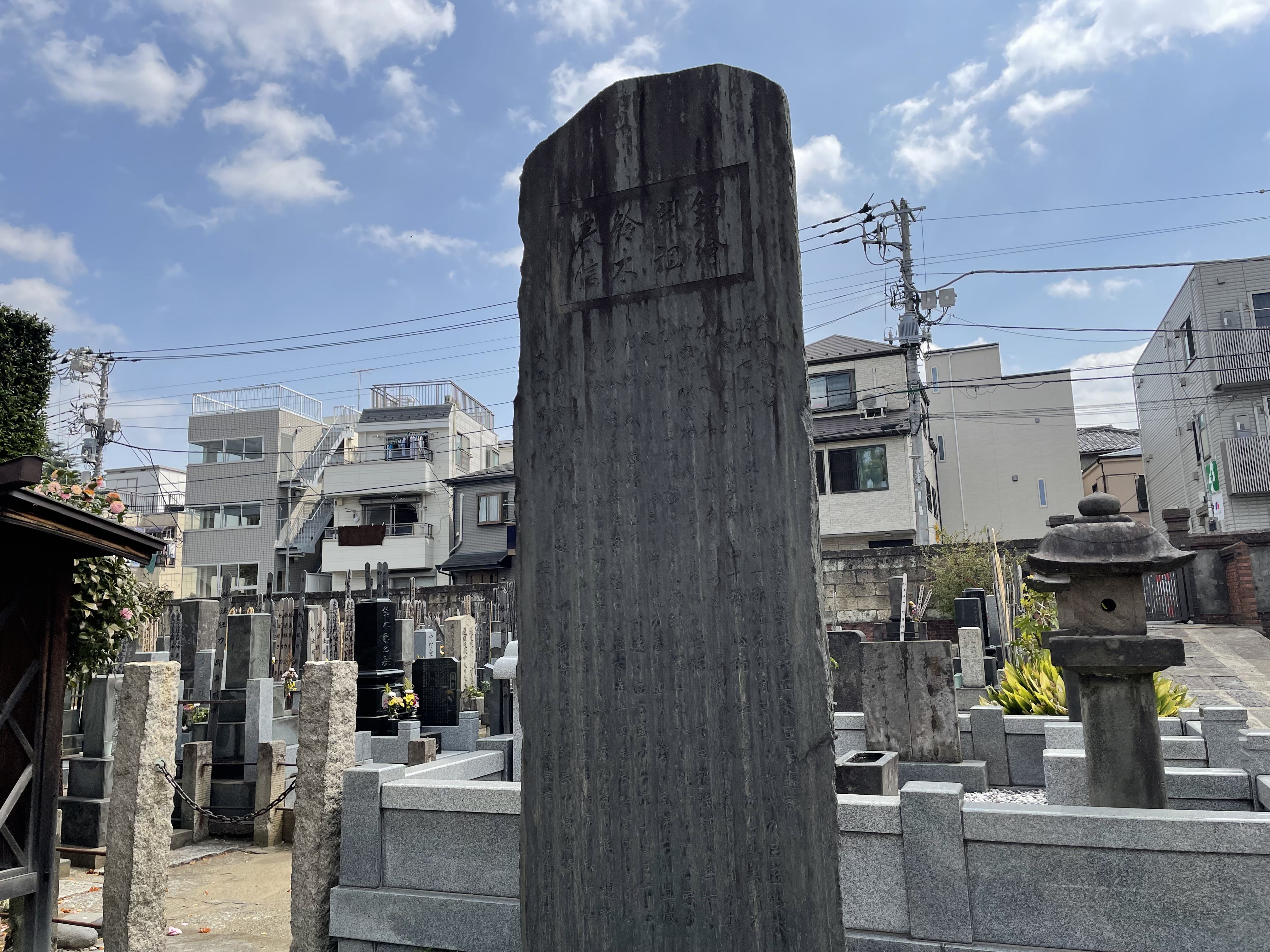
「錦絵開祖鈴木春信」碑

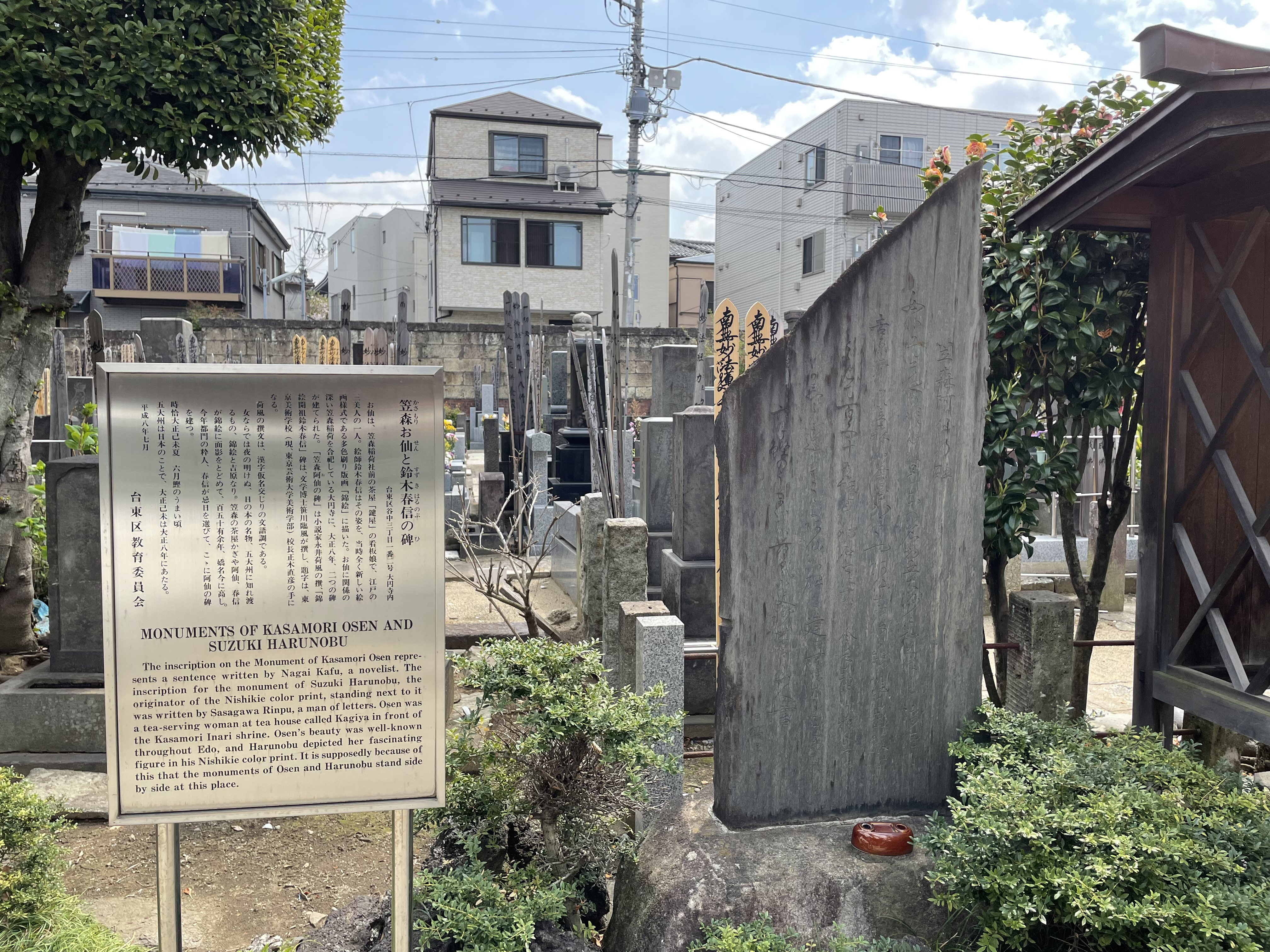
「笠森阿仙の碑」

境内には「錦絵開祖鈴木春信」碑（笹川臨風撰、題字は東京美術学校（現東京芸術大学）校長をつとめた正木直彦の筆）、「笠森阿仙の碑」（永井荷風撰）がある。笠森お仙は江戸時代、谷中・笠森稲荷前の水茶屋の看板娘で、江戸三美人の1人として知られ、浮世絵師鈴木春信が錦絵にその姿を描いた。ただし、この「笠森稲荷」は大円寺ではなく、現在の功徳林寺にある笠森稲荷である。同じ谷中にあるため誤認されがちで、荷風も大円寺の方をお仙の笠森稲荷とみなし、この碑を建てた。
また、南条俊賢（南条元清の玄孫）の墓所もある。毎年10月には谷中菊祭り（大円寺御会式）が行われる。

## 交通アクセス
- 千代田線千駄木駅より徒歩約4分（経路案内）。
- JR東日本日暮里駅より徒歩約10分（経路案内）。

## 参考資料
- 日蓮宗寺院大鑑編集委員会『宗祖第七百遠忌記念出版 日蓮宗寺院大鑑』大本山池上本門寺 (1981年)
- 松本和也 著『台東区史跡散歩（東京史跡ガイド6）』学生社、1992年